# Рощино (Правдинський район)
Рощино (рос. Рощино) — селище Правдинського району, Калінінградської області Росії. Входить до складу Домновського сільського поселення.
Населення —  131 особа (2015 рік). 

## Населення
| 2002 | 2010 |
| ---- | ---- |
| 165  | ↘131 |